# Municipio Acosta (Monagas)
Acosta es un municipio del estado Monagas en Venezuela. Su capital es San Antonio de Maturín. Tiene una superficie de 957 km² y según estimaciones del INE su población para 2010 fue de 21 506 habitantes. El municipio está integrado por dos parroquias, San Antonio y San Francisco. Su nombre deriva del político y caudillo, José Eusebio Acosta Peña.

## Historia
Los primeros habitantes indígenas de la región fueron los chaima, pertenecientes a la tribu de los capaya, quienes ocuparon el territorio antes de la llegada de los colonizadores europeos.

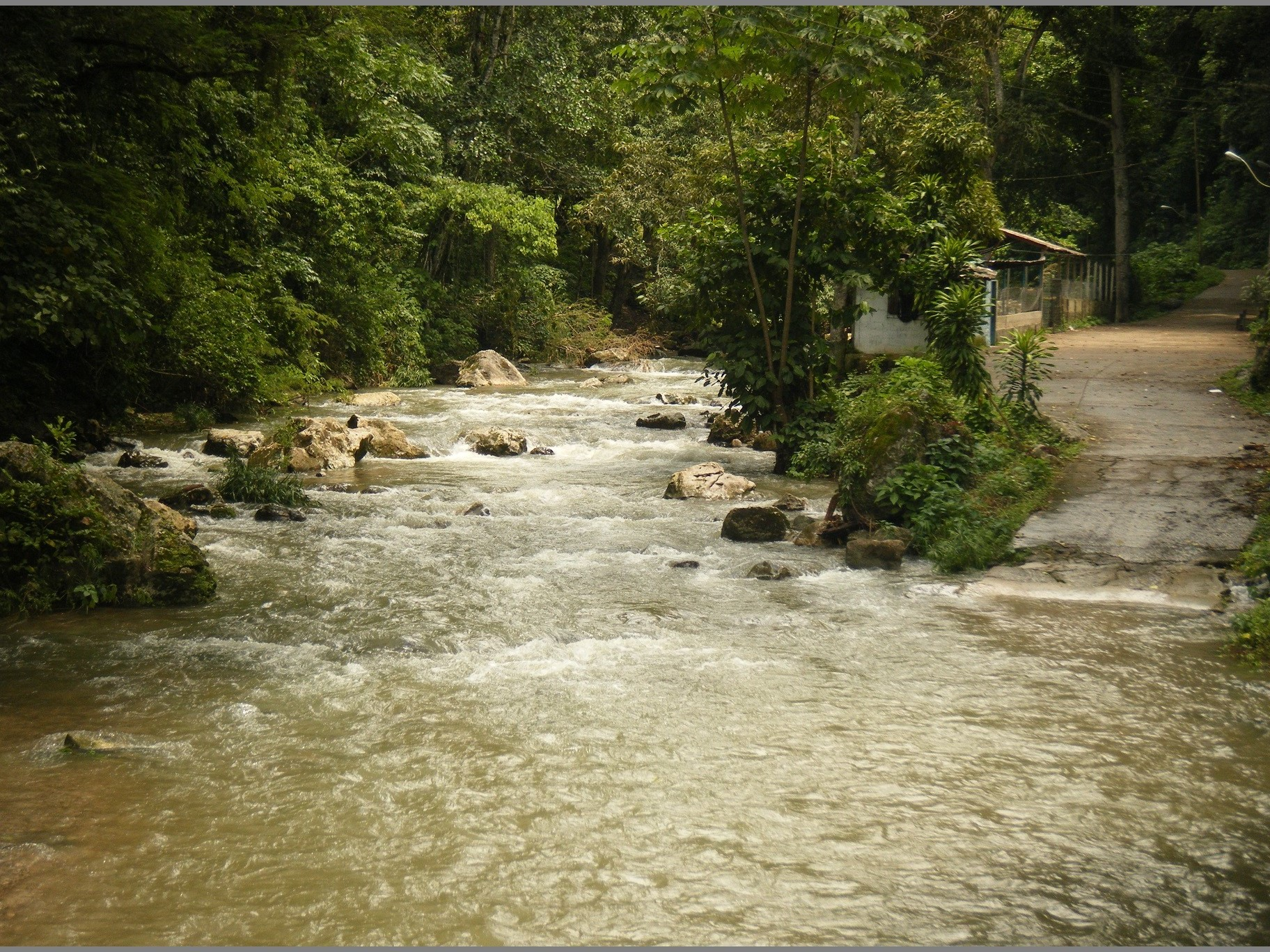
Muy cerca del poblado de Miraflores.

El 7 de agosto de 1713, el misionero capuchino Fray Gerónimo de Muro, con la colaboración de indígenas caribes, cuacas y chaimas, fundó el poblado de San Antonio de Maturín, actualmente conocido como San Antonio de Capayacuar.
Posteriormente, el 10 de mayo de 1714, el fraile Guillermo de Mallorca fundó el poblado de San Francisco de Guayareguar, como parte del proceso de evangelización y asentamiento en la región.
Durante el siglo xix, se consolidaron varias comunidades rurales:
- En 1814, se asentó la comunidad de Los Caballos, a orillas del río Colorado.
- En 1875, surgieron las poblaciones de El Culantrillo y La Cagua, formadas por migrantes provenientes de estados vecinos.
- En 1890, se estableció la comunidad de Las Piedras de San Antonio, fundada por indígenas de la etnia Guanaguana.

A comienzos del siglo xx, en 1912, comenzó a conformarse la comunidad de Quiriquire, vinculada posteriormente al desarrollo petrolero de la zona.
En 1970, con el proyecto de construcción de la represa del Guamos, se fundó el poblado de Jobo Mocho, como parte de un plan de reubicación y expansión territorial.
El territorio fue oficialmente constituido como municipio en 1989, bajo el nombre de Municipio Acosta, conformado por dos parroquias administrativas.
El 1 de enero de 2011, Raúl Véliz fue reelegido como presidente del Concejo Municipal de Acosta, en el marco de la gestión legislativa local.
Para finales de agosto del 2012, la crecida del río Cocollar deja incomunicado el sector Las Delicias de San Antonio. De igual forma, las fuertes lluvias dejan afectadas las zonas de La Pica, Tropezón, Río Cocollar, Puente de Miraflores, Triste y Cerro Negro.
El alcalde Edgar Gutiérrez inaugura el restaurante Valle de Capayacuar, el 4 de junio de 2013, ubicado en la avenida Bolívar de San Antonio de Capayacuar. Gutiérrez promovió el deporte en el municipio.
En noviembre de 2014, es creado el Instituto de la Mujer Lucía Guzmán, inaugurado por Carmen Graciela Fernández, esposa del alcalde Leansy Astudillo.
Para el 26 de enero de 2017, el alcalde Leansy Astudillo y la gobernadora del Estado Monagas, Yelitza Santaella inauguran el comedor “Robert Serra” en el liceo bolivariano “Manuel Saturnino Peñalver” del sector Rómulo Gallego, en San Antonio de Capayacuar. Para el 10 de diciembre de 2017, se realizaron elecciones municipales resultando electo Justino Araguayan para el periodo 2017-2021. Después de realizarse elecciones primarias por el PSUV, fue anunciado a Justino Araguayan como candidato a la alcaldía del municipio Acosta para noviembre de 2021. Jesús Velásquez fue electo alcalde del municipio con 60,60% de los votos. El 19 de junio de 2025, falleció el antiguo alcalde del municipio Edgar Gutiérrez a causa del cancer. El 27 de julio de 2025, es reelecto Jesús «Chúo» Velásquez como alcalde del municipio.

## Geografía
Está ubicado en la Cercanía Interior Oriental. Presenta un clima tropical de bosque húmedo con temperaturas entre los 15 y 27 °C y una precipitación media anual de 975 mm. Los principales cursos de agua son el río Guarapiche y el río Colorado.

### Límites
Según la Gaceta Oficial del Estado Monagas, Reforma Parcial de la Ley de División Político Territorial del Estado Monagas, de fecha 29 de julio de 1998, los límites del Municipio Acosta son los siguientes: Por el Norte, los límites con el Estado Sucre desde el punto donde arranca la fila de la Montaña en la Sierra de Turimiquire, por la fila de esta siena hasta el cerro Los Caballos, sigue por éste a cruzar el río Cocoyar en el sitio el Copey, continúa por el cerro La Penquitera y por la loma del Cantil a encontrarse con la quebrada Barbás, la cual sigue aguas abajo hasta su confluencia con el río Guarapiche y por este río aguas abajo hasta la confluencia con la quebrada El Aguacate, por ésta aguas arriba hasta su nacimiento en la montaña del Aguacate y sigue por la fila hasta el cerro Pelón en la serranía de Cerro Negro; por el Este, limita con el Municipio Caripe desde cerro Pelón en la serranía de Cerro Negro sigue por el Cerro Grande hasta cortar la quebrada el Palmar, de aquí sigue el cerro La Laguna y por el sitio Boquerón de Periquito hasta el nacimiento de la quebrada la Alcantarilla en el cerro la Cuchilla de Guanaguana y de este punto limitando con el Municipio Piar sigue la línea pasando por los cerros El Potrero, Las Piedras y Los Yaques; por el Sur, limita con el Municipio Cedeño desde el cerro Los Vaques, continuando por su fila hacia el suroeste a la desembocadura de la quebrada Pardillar en el río Guarapiche, prolongándose en línea recta hasta el río Capiricual por el cual se sigue aguas arribas hasta el sitio Cordero, de aquí en línea recta al cerro Los Horconcitos; por el Oeste, limita con el Municipio Cedeño desde el cerro Los Horconcitos sigue en línea recta a Los Canelos, de aquí por la fila a la Cumbre del Hueso hasta la fila de la montaña que es el divorcio de aguas de los ríos Areo y Colorado hasta la sierra de Turimiquire, punto inicial.

### Parroquias
- Parroquia San Antonio de Maturín.
- Parroquia San Francisco de Maturín, limitado por el Norte partiendo desde la quebrada Balbás sigue agua abajo hasta su confluencia con el río Guarapiche por este río hasta su confluencia con la quebrad Aguacate, por ésta aguas arriba hasta su nacimiento en la montaña El Aguacate y sigue por su hasta el Cerro Pelón en la serranía de Cerro Negro; por el Este, linda con el Municipio Caripe, desde Cerro Pelón en la serranía del Cerro Negro hasta Cerro Negro; por el Sur, desde Cerro Negro cruza la quebrada El Palmar o Banqueado, continúa la fila de Cerro Grande, cruza el río Guarapiche el sitio denominado Los Mangos, continúa por Tristé, el cerro Los Yépes hasta el cerro de Agua Fría; por el Oeste, partiendo del cerro Agua Fría sigue por el cerro de Los Caballos, sigue por éste a cruzar el río Cocollar en el sitio El Copey, continúa por el cerro La Periquitera y por la loma del Cantil hasta encontrarse con la quebrada Balbás, punto de partida.

### Centros poblados[n 1]
- Muy cerca del poblado de Miraflores.San Antonio de Capayacuar, también conocida como San Antonio de Maturín o San Antonio del Río Colorado es capital del Municipio Acosta. Capayacuar significa en idioma chaima quebrada o lugar de las piedras o peñas. Fundado el 7 de agosto de 1713 por el misionero capuchino Fray Gerónimo de Muro con la ayuda de indios caribes, cuacas y chaimas.
- El Rincón, también conocida como Nueva San Francisco es la sede de la parroquia San Francisco. Allí están ubicados los habitantes del pueblo de San Francisco, cuenta con el sector El Abanico.[17]
- Miraflores, localidad que sirve de entrada a las Puertas de Miraflores y es atravesado por el río Guarapiche y también se localiza el río más pequeño de Venezuela.[18]El sector El Palmar de Brito es parte de este pueblo, area dedicada al cultivo de café, maíz, caraota, tomate, verdura,[19] donde en diciembre de 2024, se inauguró un puente peatonal de 24 metros de largo.[19]
- El Banquiao.
- Las Piñas.
- Culantrillar.
- Los Caballos.
- Tropezón.
- El Horno.
- Río Cocollar.
- Jobo Mocho.
- Corral Viejo.
- Las Delicias.
- Hierba Buena.
- Laguna de Ipure.
- La loma de la virgen.
- El manguito.
- Campo Alegre.
- Los Corocillos.
- El Mango de Capiricual.[20]

### Poblado de interés
- San Francisco de Guayareguar, fundado el 10 de mayo de 1714 por el fraile Guillermo de Mallorca. Actualmente el pueblo se encuentra sumergido en las aguas de la Represa El Guamo. Solamente queda en pie la iglesia colonial.

## Infraestructura

### Servicios públicos
El municipio cuenta con la administración de Aguas de Monagas para la gestión del sector hidrologico. Cuenta con la potabilizadora de San Antonio de Capayacuar quien se surte del Río Colorado.
El sector de Las Delicias cuenta con un centro de salud.
En el area eléctrica es gestionada por la Corporación Electrónica Nacional (Corpoelec).

## Economía
Es fundamentalmente agrícola. Entre los principales rubros de producción se encuentran el café, los cítricos y las hortalizas, aunque también se produce maíz y algunos productos agrícolas. No se consumen productos como la carne y el pollo a menudo, porque es más común comer pescados y crustáceos.

### Turismo
El municipio cuenta con diversos balnearios para la recreación y disfrute de los diferentes ríos que se encuentran en municipio, estos son Miraflores, San Antonio, Poza Azul, Río Colorado,además de Poza El Lión y Poza Santa.Entre los servicios de alojamientos del municipio las cabañas Kilimanjaro. Entre los últimos años, se ha incorporado la práctica de kayak en la represa de El Guamo. El Cerro Los caballos donde se realiza parapente.

## Sitios de interés

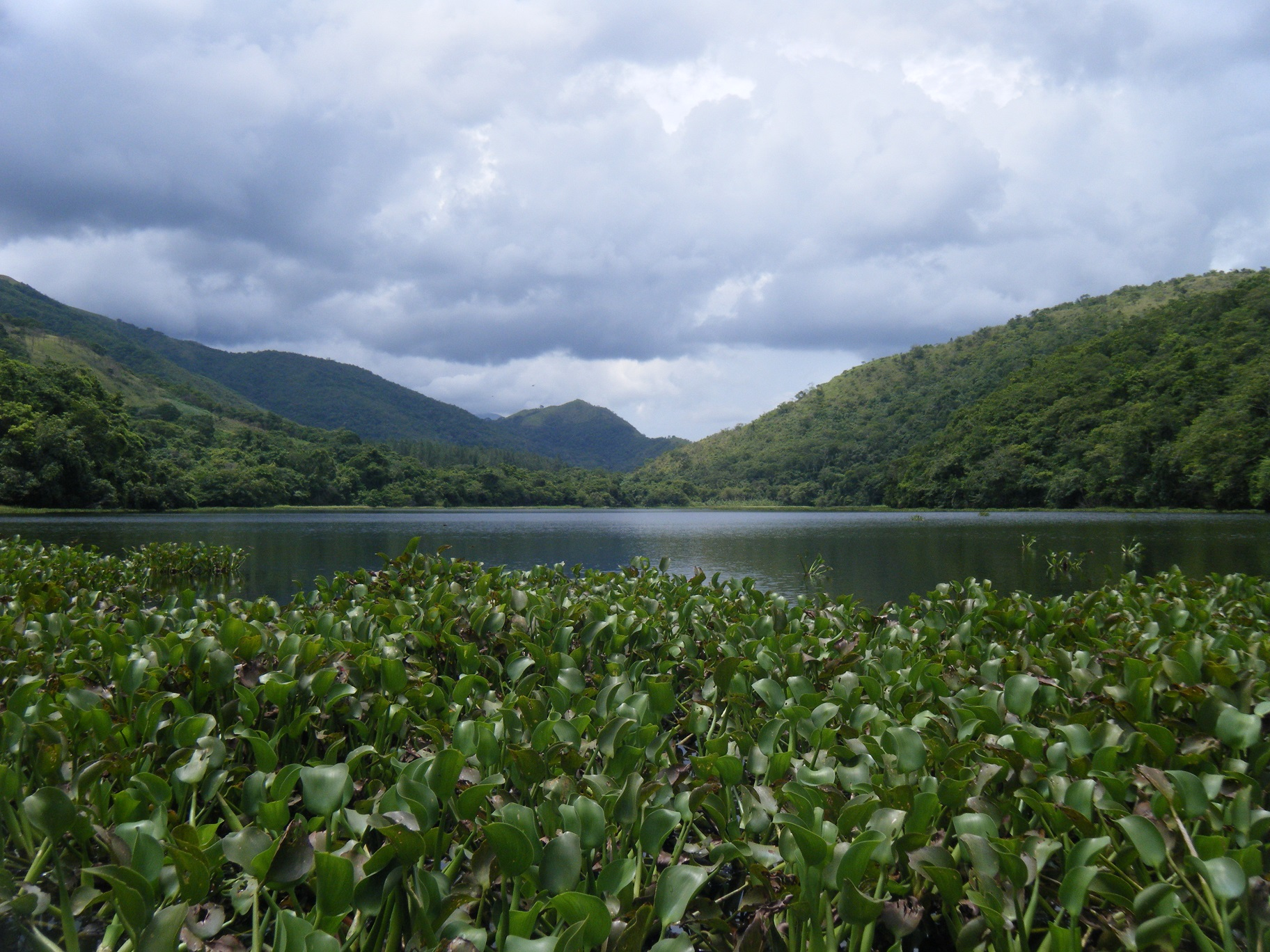
Represa El Guamo.

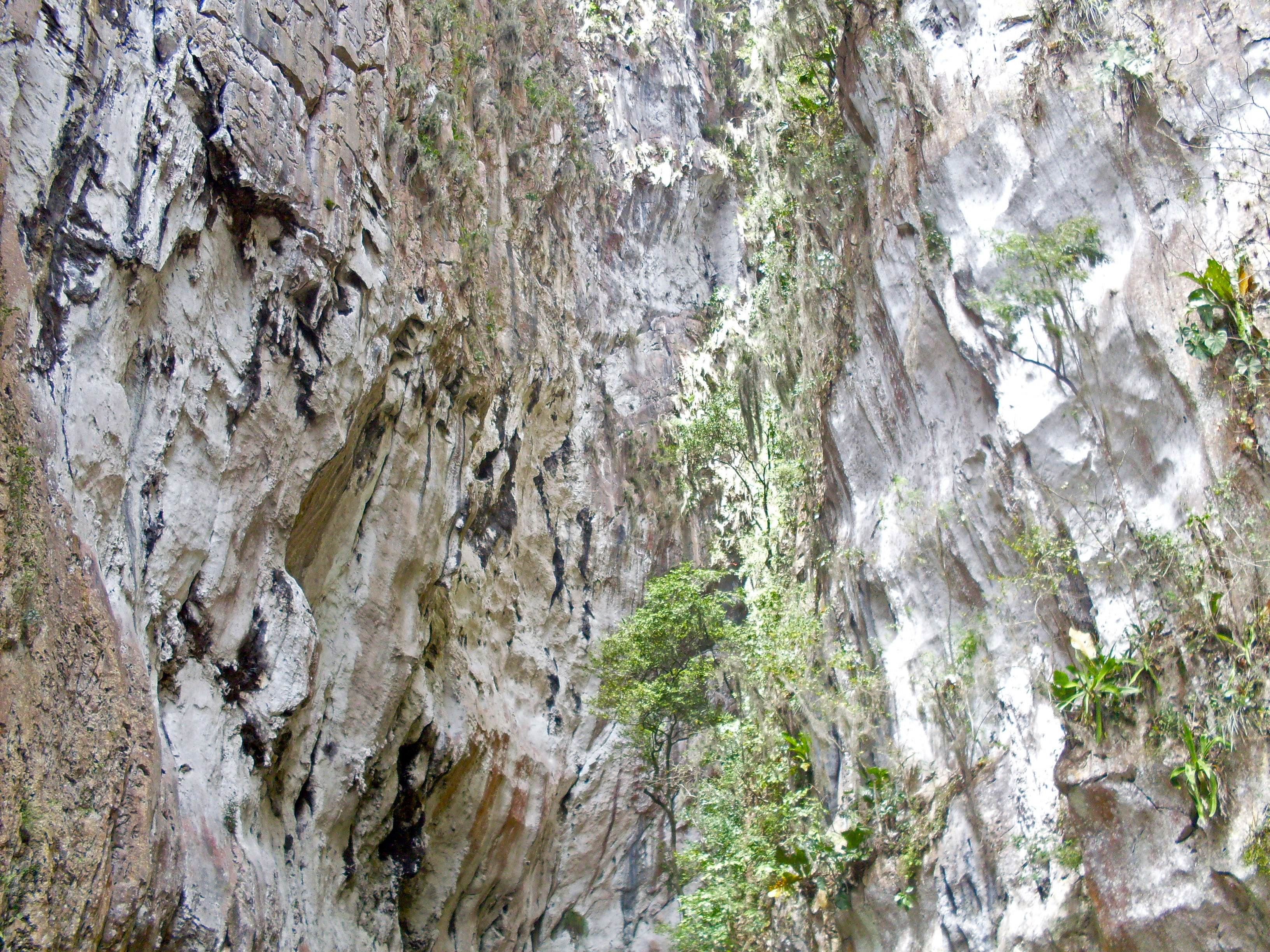
Las Puertas de Miraflores.

- Puertas de Miraflores, también llamado Puertas del Guarapiche, es una garganta o cañón donde nace el río Guarapiche. Está formado por dos paredes rocosas de 100 metros de altura.
- Represa El Guamo: contiene las aguas de los ríos Guarapiche, Colorado, Cocollar y otros. Está construido sobre las ruinas de los pueblos de San Francisco, Cachimbo y Colorado. Tiene un parque.
- Balneario de Miraflores: sus aguas provienen del río Guarapiche y tienen temperaturas que oscilan entre 18 °C y 26 °C. Tiene un camino que lleva al viajero a las Puertas de Miraflores.
- Iglesia de San Francisco de Guayareguar: se encuentra cerca de la Represa El Guamo.
- Cascada El Caracol.
- El Playón.[25]
- El Caracol del Tumiriquire es un conjunto de pozas naturales donde se pueden apreciar diferentes saltos de agua. Las cascadas tienen una caída de agua de aproximadamente 70 metros de altura.

## Cultura

### Danzas

#### La culebra de ipure
Es un baile típico de San Antonio de Capayacuar y difundido en el Estado Monagas, donde niñas o mujeres vestidas por lo general de amarillo y negro, danzas en forma del movimiento de una culebra, entre otras danzas están la Paloma y las danzas de la Guaraguara, el Gavilán, el Toro, la Pava, el Cangrejo y la vaca loca.

### Gastronomía
Entre los platos que suelen preparar en este municipio resalta la Torta de Auyama, a diferencia de otras regiones su preparación se caracteriza por usar un melao de papelón, anís dulce y canela. Otro postre local es la Jalea de mango.
En el municipio Acosta y en otras muchas regiones de Venezuela se cultiva el maíz, de ahí surge una merienda o postre denominado Mazamorra, un puré de maíz con azúcar, coco rallado y canela.
Por otro lado, un plato destacado de la región es el Cuajado de cazón, es una tortilla de pescado salado.

### Leyendas

#### Leyenda del tigre palenque
Se dice que en las montañas de San Antonio de Capayacuar existe un tigre de llamas y este se manifiesta cuando una persona hace un pacto con el diablo para conseguir dinero o fama.

### Festival de Papagayos
Es un evento realizado para la recuperación de los juegos tradicionales en el municipio, para este caso el papagayo, también llamado volador. Se suelen presentar diferentes categorías a premiar en este festival, tales como, el papagayo más bonito, el más original, el más grande, el que logré elevarse más y el que llegue más lejos.

## Deportes
En el municipio se práctica la escalada deportiva en Las Puertas de Miraflores.También cuenta con el Estadio Municipal Luis Márquez en San Antonio, donde la utilizan para juegos de beisbol. Se suele realizar la Liga de Béisbol José Gregorio Jiménez.

## Salud
- Hospital Dr. Pablo Villarroel en San Antonio de Capayacuar.[30]

## Política y gobierno

### Alcaldes
| Período     | Alcalde               | Partido político / Alianza | % de votos | Notas |
| ----------- | --------------------- | -------------------------- | ---------- | --- |
| 1989 - 1992 | Américo Alfonzo Veliz | AD                         | 53,80      | Primer alcalde bajo elecciones directas |
| 1992 - 1994 | Américo Alfonzo Veliz | AD                         | 52,66      | Reelecto (No completó su periodo, ya que fue revocado en un referéndum)                                                                                |
| 1994 - 1995 | José Vicente Guaimare | AD                         | -          | (Alcalde encargado tas el revocatorio del alcalde Américo Alfonzo Veliz)                                                                               |
| 1995 - 2000 | Raúl Parra            | AD                         | -          | Segundo alcalde bajo elecciones directas (se realizaron elecciones generales adelantadas en el 2000 debido a la aprobación de la Constitución de 1999) |
| 2000 - 2004 | José Vicente Guaimare | IDEA                       | 51,14      | Tercer alcalde bajo elecciones directas.Falleció el 22 de octubre de 2024 según la cuenta oficial del Concejo Municipal de Acosta.                     |
| 2004 - 2008 | Jesús Velásquez       | AD                         | 38,74      | Cuarto alcalde bajo elecciones directas |
| 2008 - 2013 | Edgar Gutiérrez       | PSUV                       | 51,28      | Quinto alcalde bajo elecciones directas (Se postergan un año las elecciones municipales pautadas para finales del 2012)                                |
| 2013 - 2017 | Leansy Astudillo      | PSUV                       | 41,85      | Sexto alcalde bajo elecciones directas |
| 2017 - 2021 | Justino Araguayan     | PSUV                       | 75,71      | Séptimo alcalde bajo elecciones directas |
| 2021 - 2025 | Jesús Velásquez       | MUD                        | 60,57      | Octavo alcalde bajo elecciones directas |
| 2025 - 2029 | Jesús Velásquez       | MIN-UNIDAD                 |            | Reelecto |

### Concejo municipal
Período 1989 - 1992
| Concejales:           | Partido político / Alianza |
| --------------------- | -------------------------- |
| Simón Velásquez       | AD                         |
| José Vicente Guaimare | AD                         |
| José Luis Abreu       | AD                         |
| Luis Daniel Fernández | AD                         |
| José Gregorio Nuñez   | COPEI                      |
| Leansy Astudillo      | COPEI                      |
| Ventura Velásquez     | COPEI                      |

Período 1992 - 1995
| Concejales:           | Partido político / Alianza |
| --------------------- | -------------------------- |
| Raul Parra            | AD                         |
| José Vicente Guaimare | AD                         |
| Lorenzo Ceballos      | AD                         |
| José Gregorio Nuñez   | AD                         |
| Israel Pérez          | COPEI                      |
| Leanzy Astudillo      | COPEI                      |
| Ventura Velásquez     | COPEI                      |

Período 1995 - 2000
| Concejales:         | Partido político / Alianza |
| ------------------- | -------------------------- |
| José Gregorio Nuñez | AD                         |
| Francisco Peñalver  | AD                         |
| Luis Ramós          | AD                         |
| Oscar Álvarez       | AD                         |
| Leansy Astudillo    | IDEA                       |
| Simón Velásquez     | IDEA                       |
| Reinaldo Rodríguez  | COPEI                      |

Período 2000 - 2005
| Concejales:        | Partido político / Alianza |
| ------------------ | -------------------------- |
| Leansy Astudillo   | IDEA                       |
| Eglys Rondon       | IDEA                       |
| Ignacio Velasquez  | IDEA                       |
| Omar Azocar        | IDEA                       |
| Juan Carlos Ponce  | AD                         |
| Cornelio Rodríguez | AD                         |
| Ysaac Alvarez      | AD                         |

Período 2005 - 2013
| Concejales:        | Partido político / Alianza |
| ------------------ | -------------------------- |
| Raul Véliz         | AD                         |
| Eduard La Cruz     | AD                         |
| Ysaac Álvarez      | AD                         |
| Francisco Cabello  | AD                         |
| Cornelio Rodríguez | MIGATO                     |
| Carmen Maican      | MIGATO                     |
| Miguel Delpretti   | MVR                        |

Período 2013 - 2018:
| Concejales        | Partido político / Alianza |
| ----------------- | -------------------------- |
| Ysrael Marcano    | PSUV                       |
| Justino Araguayan | PSUV                       |
| José Serrano      | PSUV                       |
| David Rivero      | PSUV                       |
| Ygnacio Velásquez | PSUV                       |
| Miguel Bermúdez   | PSUV                       |
| Francisco Cabello | MUD                        |

Período 2018 - 2021
| Concejales            | Partido político / Alianza |
| --------------------- | -------------------------- |
| Miguel Alemán         | PSUV                       |
| José Gregorio Meneses | PSUV                       |
| Rosa Marcano          | PSUV                       |
| José Cedeño           | PSUV                       |
| Ana Valdiviezo        | PSUV                       |
| José Serrano          | PSUV                       |
| Sandra Acuña          | PSUV                       |

Período 2021 - 2025
| Concejales          | Partido político / Alianza |
| ------------------- | -------------------------- |
| Jesus Marcano       | MUD                        |
| Marisela García     | MUD                        |
| Wilmer Blanco       | MUD                        |
| Beatriz Acuña       | MUD                        |
| Orangel Montaño     | MUD                        |
| Joel Farias         | MUD                        |
| Veronica Villarroel | PSUV                       |